# Bannō bunka nekomusume
All Purpose Cultural Cat Girl Nuku Nuku (en japonés: 万能文化猫娘, Bannō Bunka Nekomusume; lit. "La chica gato cultural de propósito general Nuku Nuku"), es un manga japonés publicado de 1990 escrito e ilustrado por Yuzo Takada en el “Weekly Manga Action”. Posteriormente se realizaron dos adaptaciones anime OVA de tres episodios cada una en 1992 y 1993 respectivamente. El 7 de enero de 1998 se estrenaron 12 capítulos anime en la televisión japonesa de 30 minutos cada uno, y otros 12 capítulos OVA con el título All Purpose Cultural Cat-Girl Nuku Nuku DASH! en septiembre de 1998. Todos los animes fueron dirigidos por Yoshio Ishiwata y escritos por Yuzo Takada.

## Argumento
La historia comienza cuando el genio inventor Kyusaku Natsume, trasplanta el cerebro de un gato que ha encontrado su hijo Ryunosuke en Nochebuena, en el interior de un androide de una colegial chica de secundaria, que él había creado.
El resultado es la típica heroína chica gato del anime japonés llamada Atsuko Natsume, o también llamada cariñosamente Nuku Nuku, que posee fuerzas especiales y habilidades para la lucha.
Nuku Nuku fue creado por Kyusaku para la industria pesada militar “Mishima”, de la que es propietaria su esposa y madre de Ryunosuke, llamada Akiko Natsume, pero  Kyusaku robó el androide Nuku Nuku para evitar que sea una peligrosa arma de guerra, y ser un regalo de Nochebuena para su hijo, como si fuera una hermana mayor.
Akiko, al frente de la empresa industrial armamentística “Mishima”,  quiere recuperar el cuerpo de Nuku Nuku por ser considerado como de alta tecnología militar. Por otro lado, Akiko quiere arrebatar la custodia de su hijo Ryunosuke a su padre Kyusaku, pero Nuku Nuku se encargará de que sus dos objetivos no se cumplan, porque ella no quiere ser un arma de guerra, y porque no considera una buena madre a Akiko para  Ryunosuke.
Se produce así una batalla entre Nuku Nuku y Akiko al frente de la industria militar Mishima, que empleará toda su tecnología armamentística para recuperar a Nuku Nuku. Incluso crean a otra chica androide rival llamada Eimi Yoshikawa, que sufre continuas derrotas frente a Nuku Nuku, por su inferioridad tecnológica. 

## Curiosidades
- Kazuhiko Amagasaki de Tenchi Muyo aparece en el ova 1.
- En el ova 1 aparece A-ko de Proyecto A-Ko sentada detrás de Nuku Nuku en su misma clase.
- Nuku Nuku comparte similitudes con Jocasta de Marvel ambas son androides creadas para ser usadas como armas
- En este anime Nuku Nuku es la contrapartida de Arale Norimaki
- Kyoko y Arisa aparece como cameo en el episodio 111 de Yu Yu Hakusho minuto 12:37
- Akiko aparece como cameo en el episodio 40 minuto 18:41 de Dragon Ball GT y en el episodio 8 minuto 7:20 de Saber Marionette J
- Nuku Nuku aparece como cameo en su forma animal en el omake 285 de Bleach (manga), en el episodio 27 de Ranma ½ y en el episodio 5 de Hyper Police